# 耶鲁大学美术馆
耶鲁大学美术馆（英語：Yale University Art Gallery）位于美国康涅狄格州纽黑文耶鲁大学校园的几栋建筑中，以收藏意大利早期绘画、非洲雕塑，和现代艺术著称。

## 历史
耶鲁大学美术馆是西半球最古老的大学艺术博物馆，成立于1832年，当时约翰·特朗布尔捐献给耶鲁大学一百多幅关于美国革命的绘画，并设计了老校区内的老馆，1901年拆除。现在的主楼建于1953年，由路易·康设计。

## 画廊

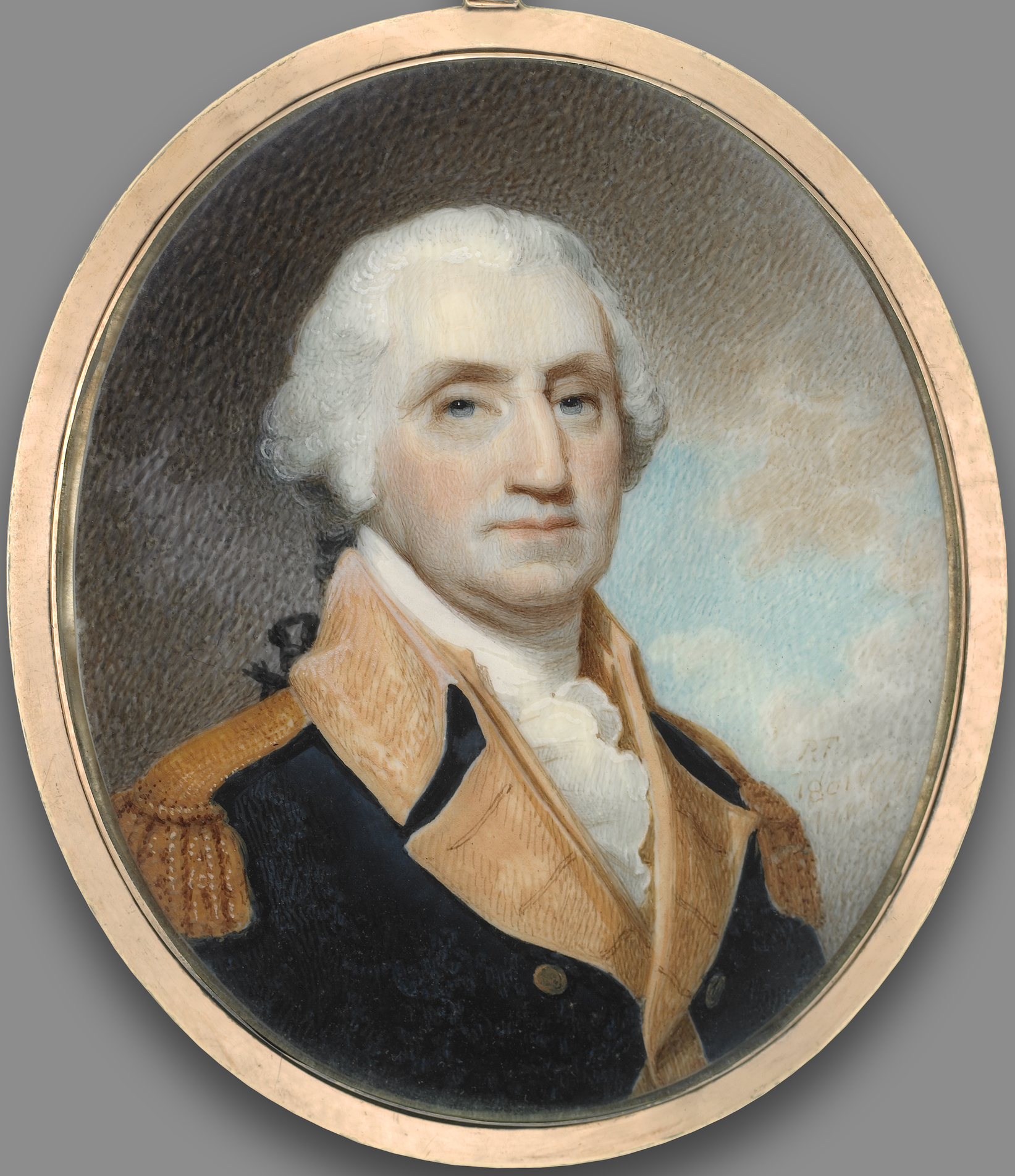
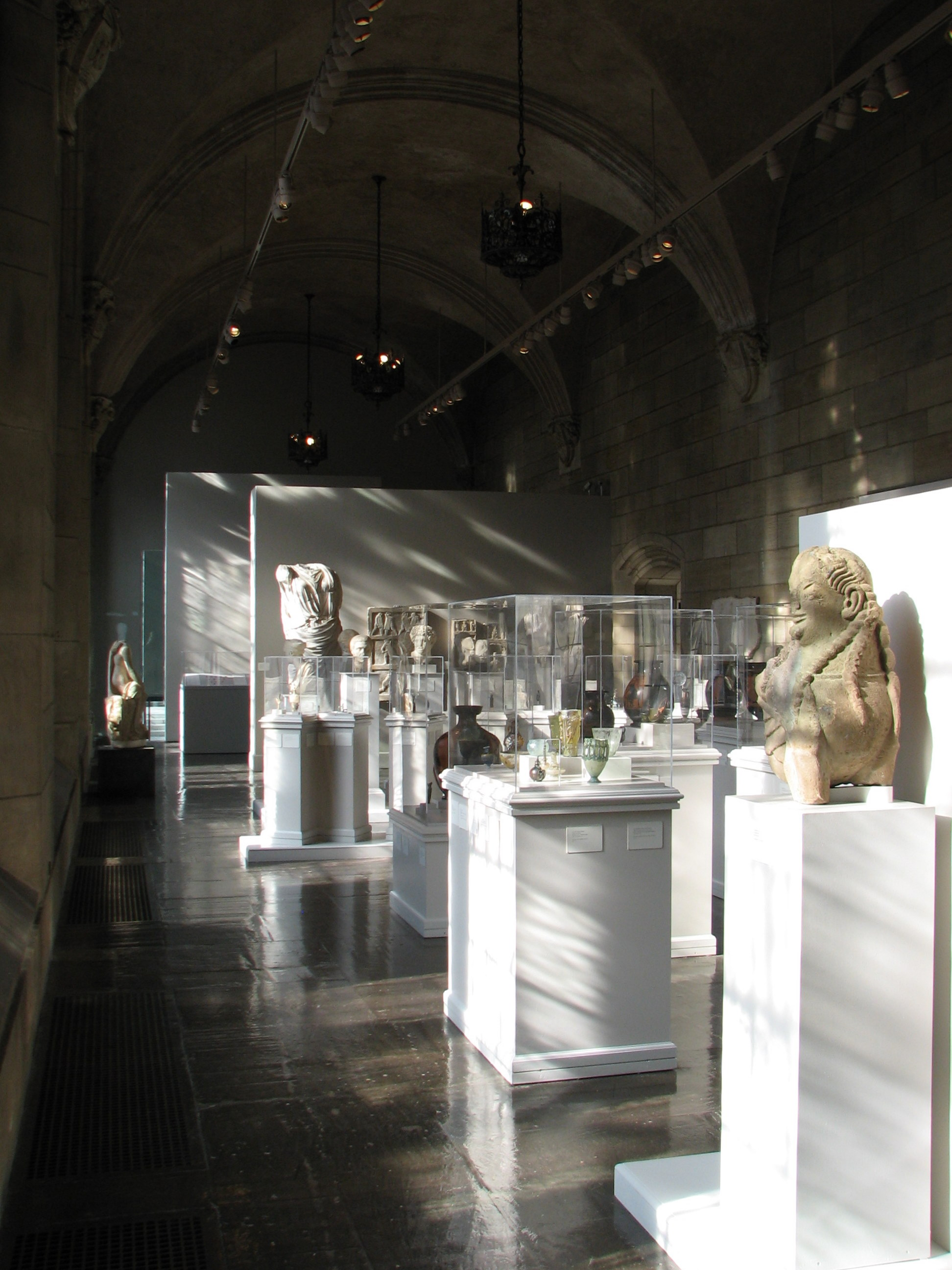
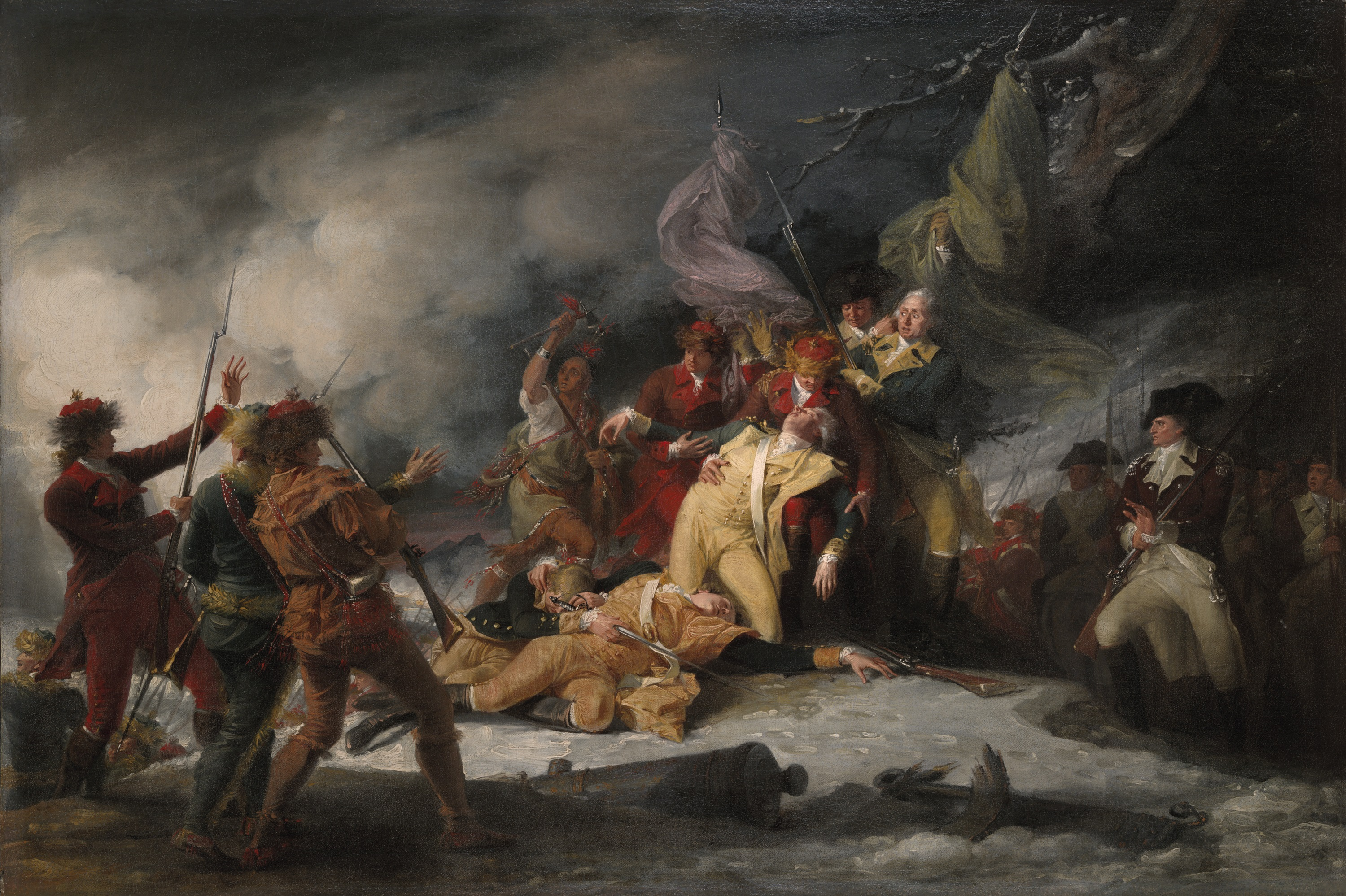
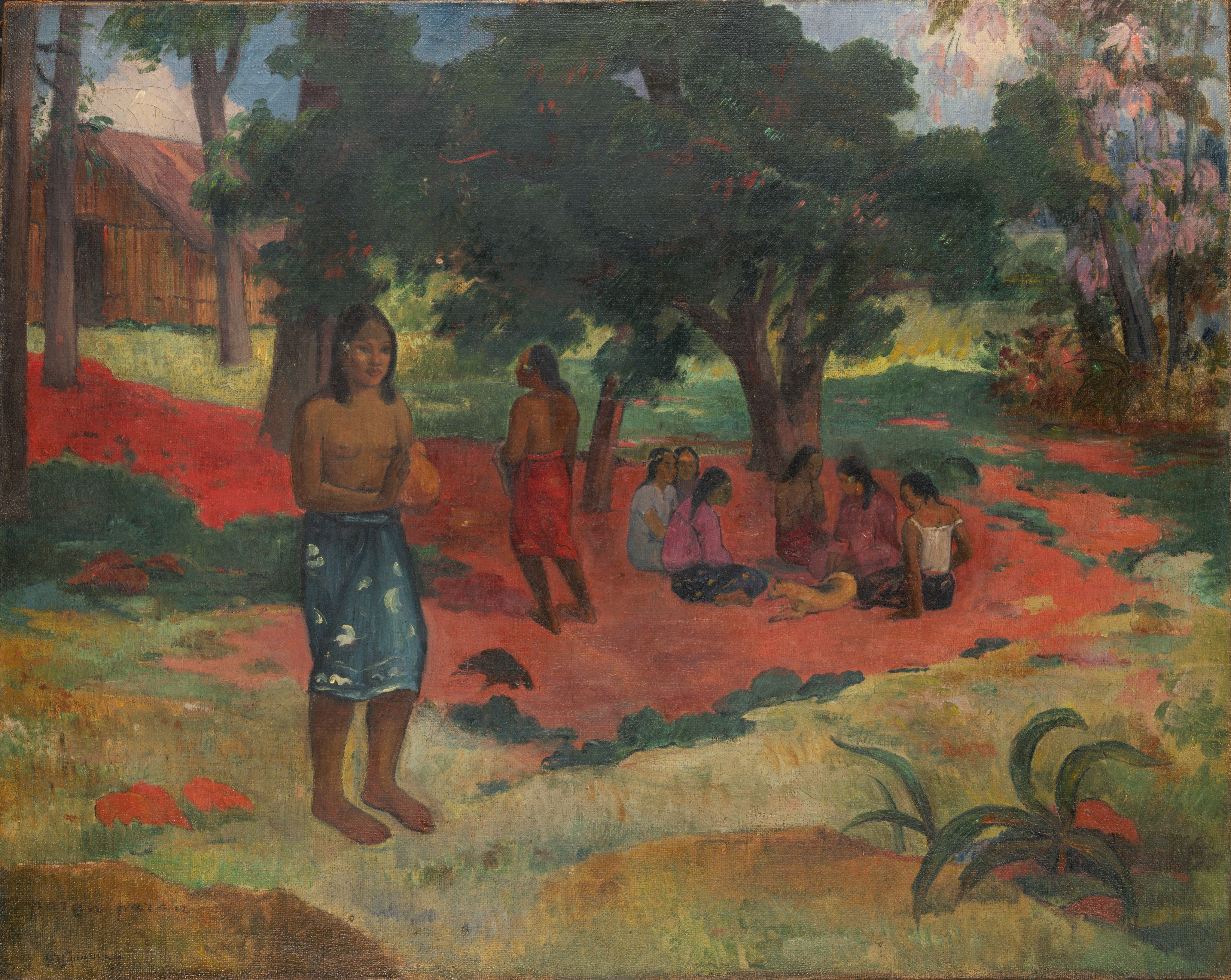
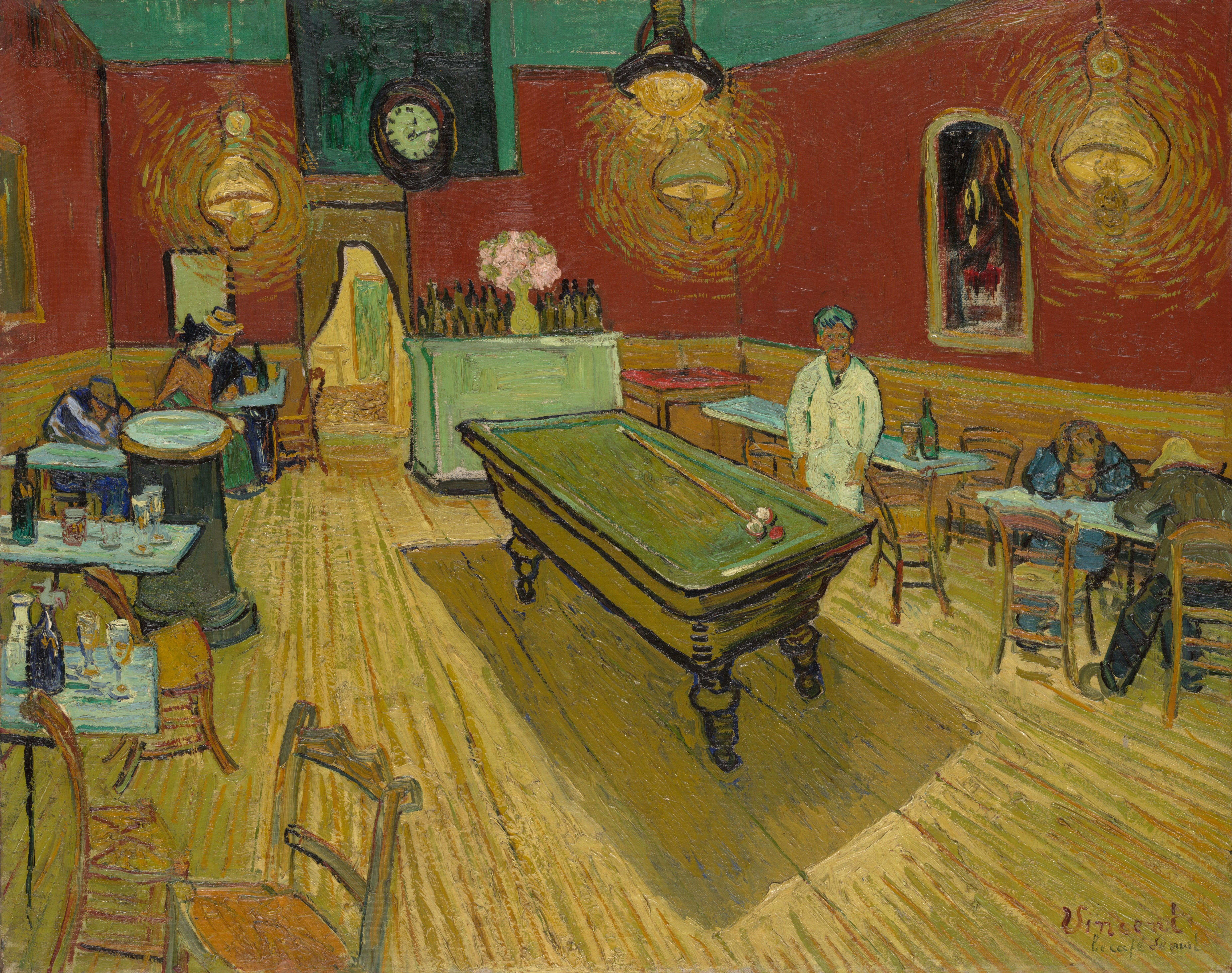
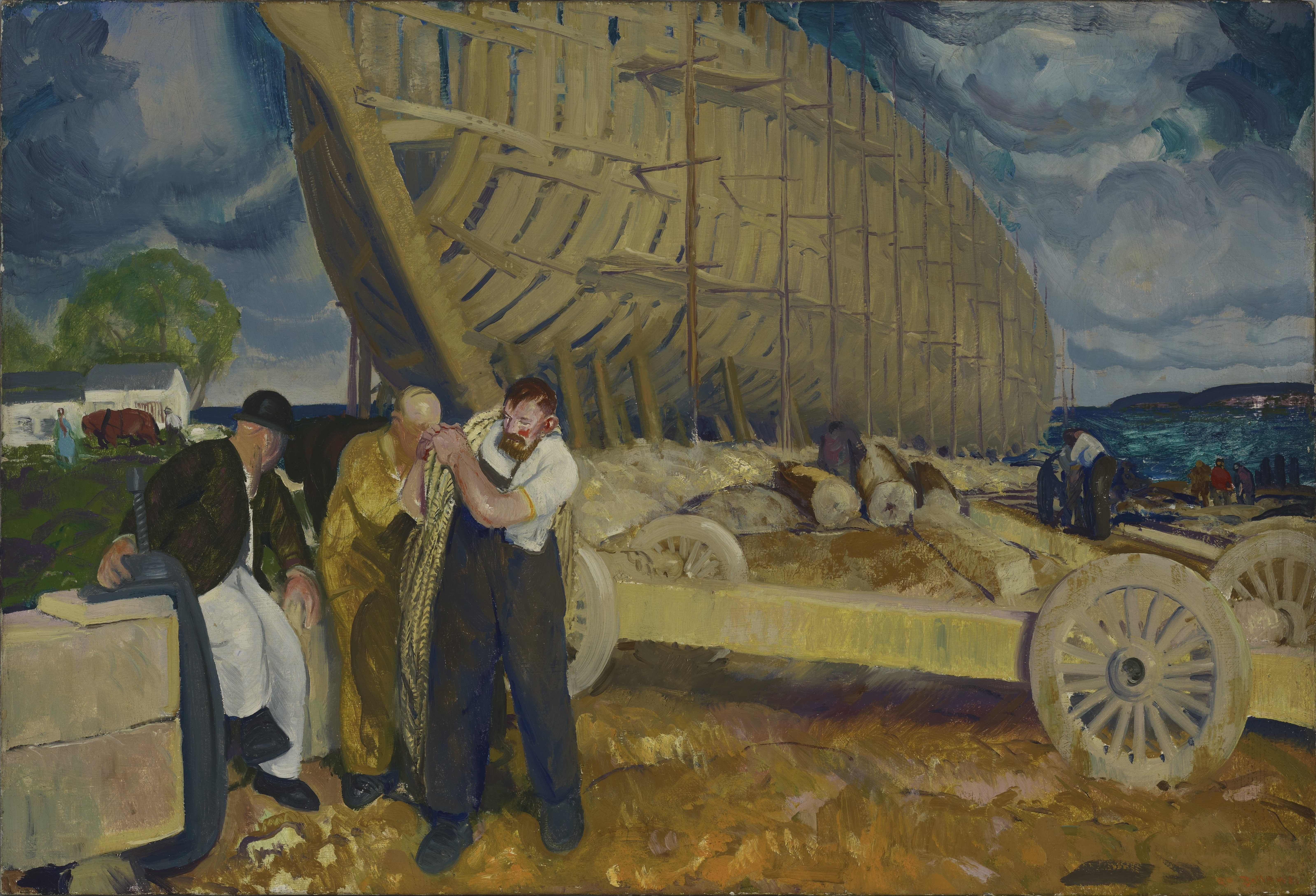